# Jakob Schmid (chimiste)
Pour les articles homonymes, voir Jakob Schmid.
Jakob Schmid, né le 2 juillet 1862 à Suhr et mort le 4 février 1918 à Bâle, est un chimiste.

## Biographie
Jakob Schmid naît le 2 juillet 1862 à Suhr.
Il travaille chez Ciba à partir 1887, consacrant ses recherches aux colorants pour textiles.